# 納粹黃金列車

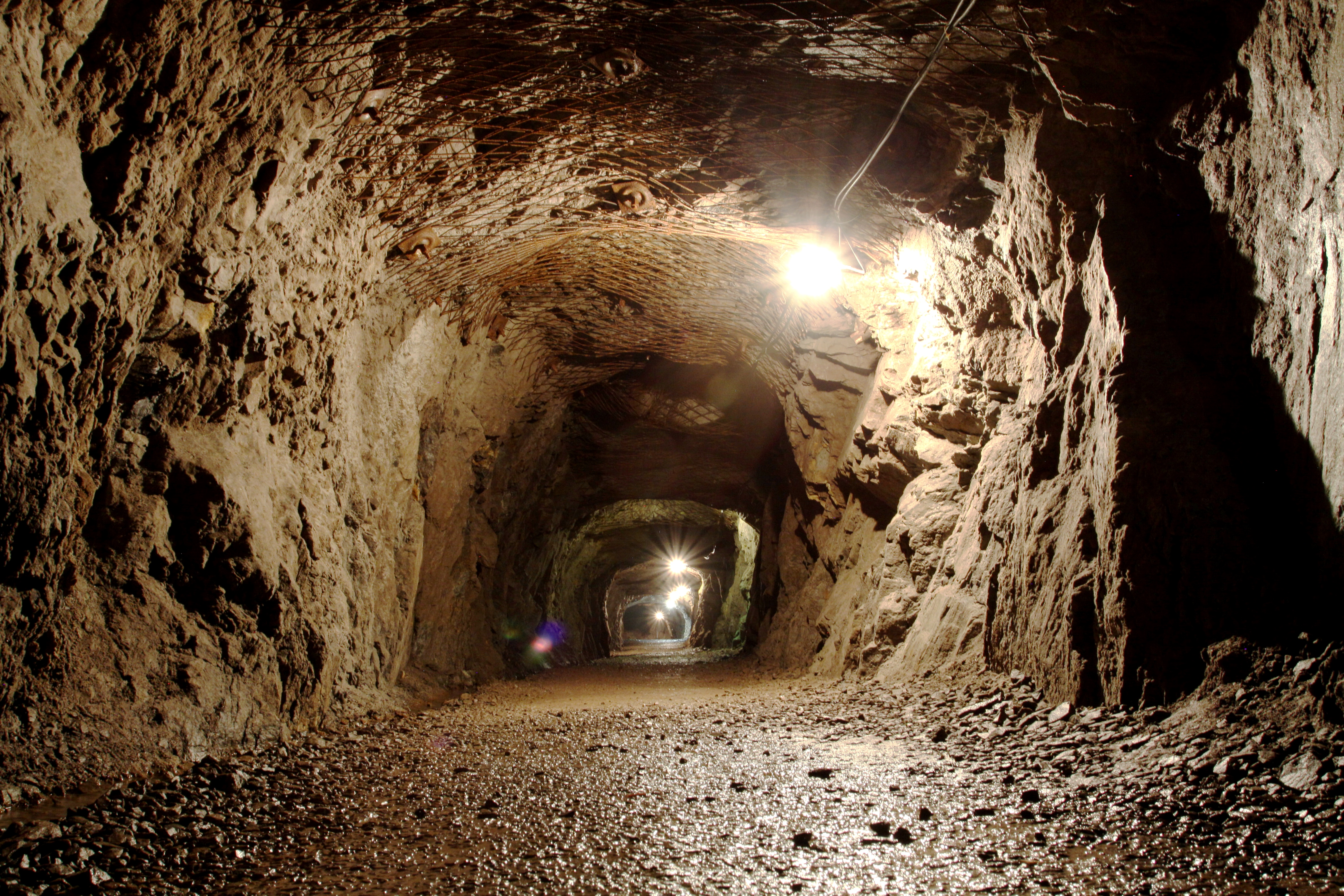
巨人計畫中一條位於貓頭鷹山的未完工隧道

納粹黃金火車（又名瓦烏布日赫黃金火車，Nazi gold train and Wałbrzych gold train）是指在1945年1月第二次世界大戰結束前夕，納粹德國在下西利西亞埋下一架火車的都市傳說。該地區位處於納粹德國東南部（現波蘭西南部）。自二戰結束以來，不少人嘗試尋找該列車，但至今仍未找到存在的證據。
2015-2016年的一次搜索引起了全球媒體的關注，並開展了一場波蘭軍方，地方和州政府官員都參與在內的挖掘行動，但最終並沒有發現任何寶藏。

## 传说
這列火車據信位於波蘭城市瓦烏布日赫附近。
據當地傳說，这列火車載滿黃金和其他珍寶離開布雷斯勞（今弗羅茨瓦夫），駛到貓頭鷹山下的一個隧道系統中並被埋在某处。這個隧道系統是未完成的納粹秘密項目巨人計畫的一部分。這列火車據傳最多可容納300噸的黃金，珠寶，武器和畫作。

## 搜索

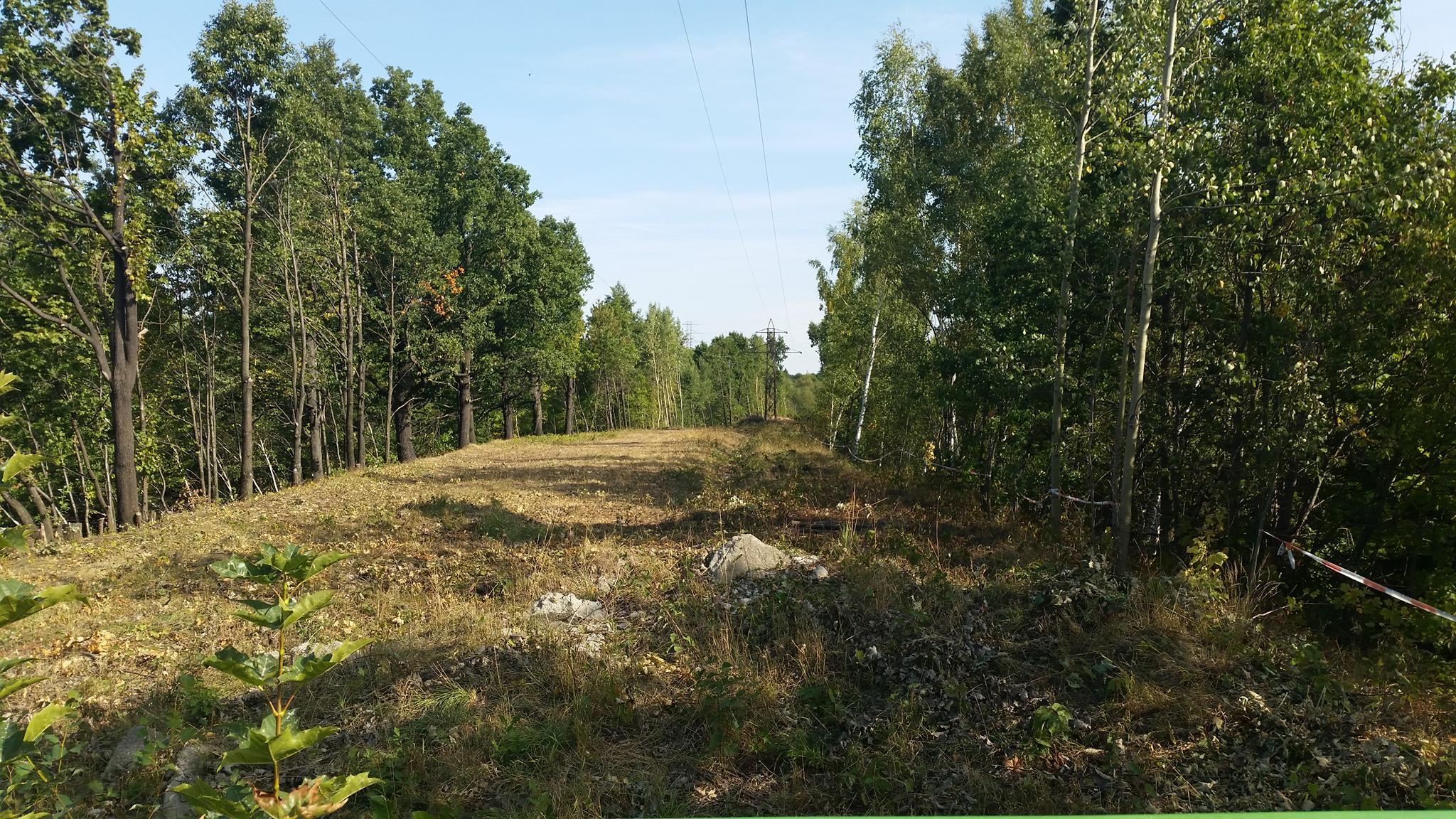
瓦烏布日赫中據信埋藏黃金列車的地點

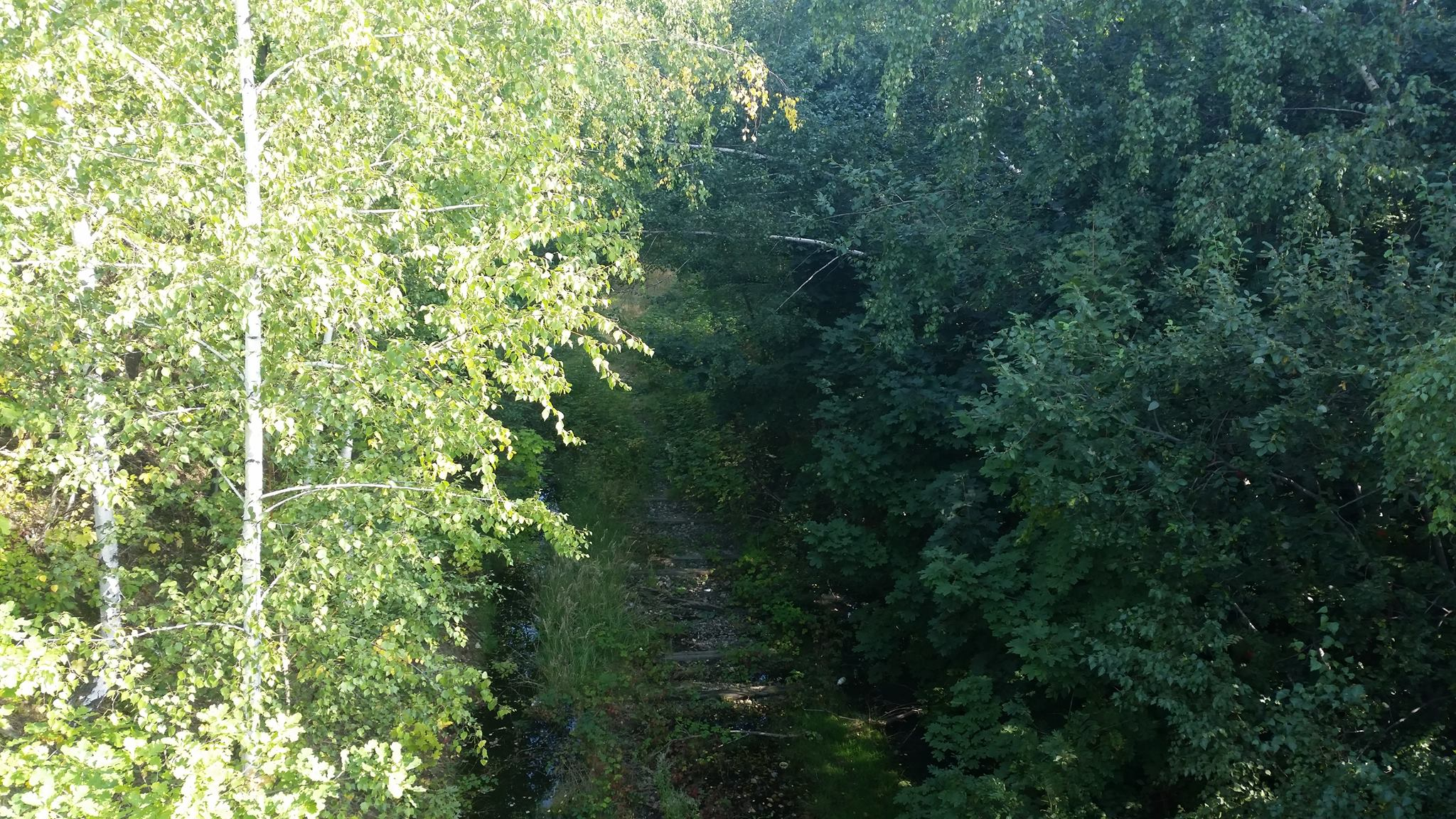
據信埋藏地點附近的軌道痕跡

在波蘭人民共和國時期，當局曾經組織多次的搜索行動，但最終都徒勞無功。亦有歷史學家指從來沒有文獻證明該列車曾經存在。
在2015年8月下旬，有報道指兩名身份不明男子找到了黃金列車的埋藏地點。這二人後來被確認為波蘭的彼得·科佩爾（英語：Piotr Koper）和德國的安德烈亞斯·里希特（英語：Andreas Richter），兩人為礦山勘探公司XYZ SC的共同所有者。兩人透過律師作為中間人與波蘭政府談判，要求收取火車價值10%的“發現者費”，以換取導致其位置的信息。他們聲稱會在文件簽署後透露埋藏地點。科佩爾和里希特後來聲稱有關他們的發現的信息被政府內部人員洩露，導致事件被炒作成全球性的媒體馬戲團。
在8月28日，波蘭文化部副部長茹霍夫斯基說99%確定利用透地雷達所拍攝的影像就是二戰德國軍隊使用的列車，照片显示这辆列车至少有100米长。然而，在8月31日，下西里西亞省省長斯摩拉兹告訴記者「根据现有资料，当地还不能声称发现了（黄金列车）存在的实际位置。」
在9月4日，科佩爾和里希特首次露面。他們宣布火車的確切位置已經提供給波蘭當局。為了平息疑慮，他們還發布了他們用KS-700探地雷達系統拍攝的照片，該照片顯示了一個裝著東西的50米深人造豎井。科佩爾和里希特認為火車被埋在波蘭國家鐵路的弗羅茨瓦夫瓦烏布日線65公里處旁的一條長約4公里的軌道。
波蘭當局將65公里處附近的林地劃為禁區，並部署了警察和其他警衛以攔截眾多帶著探測設備前來的尋寶者。在9月下旬，波蘭軍方應地方官員的要求開始清理地表並蒐尋誘殺裝置和地雷。在10月4日，軍方確認範圍內沒有爆炸物或其他潛在危險。
在11月中旬，瓦烏布日赫市政府批准了兩個不同的團隊對該場地進行無創評估。第一支隊伍是科佩爾和里希特。第二個團隊是由雅努什·馬德伊（英語：Janusz Madej）領導的克拉科夫礦業學院的採礦專家。在12月15日，第二小組宣布當地可能有一條崩塌的隧道，但沒有發現任何證明列車存在的證據。儘管如此，科佩爾和里希特堅持自己此前所講的一切。對此馬德伊回應說，「是人都會犯錯，但堅決不認錯是愚蠢的。」
在2016年5月，儘管外界專家認為沒有火車存在，科佩爾和里希特仍從該物業的所有者波蘭國家鐵路獲得批准開始挖掘。挖掘工作於2016年8月15日開始，團隊由64人組成，包括工程師，地質學家，化學家，考古學家和軍事強拆專家。據報導，挖掘費用為116,000歐元，資金由私人贊助商和志願者幫助籌集。
挖掘行動在毫無成果下於七天後終止。行動中沒有掘到任何鐵軌，隧道或火車。起初被認為是火車的雷達圖像後來發現是自然形成的冰層。該鎮的一位官員指當年旅遊業增長了44％，並表示「該鎮在全球媒體上的宣傳價值大約在2億美元左右，而我們的年度宣傳預算為38萬美元。所以無論探險者有沒有發現任何東西，黃金列車其實已經到了。」而Koper和Richter則說他們將會在附近其他地方繼續進行搜索。
在2016年12月初，科佩爾和里希特宣布打算建立一個基金會，希望可以籌集到足夠資金，在2017年鑽到20米。在2017年6月的第三次挖掘中，在華沙一家地球物理公司的協助下，挖掘隊找到了七個懷疑是鐵路隧道的洞穴。
在2018年8月，里希特離開了挖掘隊，而科佩爾則宣布他將繼續搜索。

## 仿製模型
在2016年，一群愛好者開始在距離科佩爾和里希特的挖掘地點約15公里的舊造紙廠建造了一個的1:1原大納粹德國裝甲列車模型。建造者說希望把它打造成一個旅遊景點。

## 外部連結
- Facebook page of the dig （页面存档备份，存于）
- . Association for Research into Crimes against Art. Blogspot. 2015-09-21  [2018-09-01]. （原始内容存档于2015-10-06）. — includes chronological history of story with hyperlinks to original sources of information.
- . W-WA Jeziorki. Blogspot. 2015-08-29  [2018-09-01]. （原始内容存档于2020-11-08）. — includes maps of possible locations